# Sveriges damlandskamper i fotboll 2009
Sveriges damlandskamper i fotboll 2009

## Matcher
| Datum        | Spelplats    |              |           | Resultat             | Typ av match       | Målskyttar |
| ------------ | ------------ | ------------ | --------- | -------------------- | ------------------ | --- |
| 31 januari   | La Quinta    | Norge        | Sverige   | 1 – 5                | Träningsmatch      | 0–1 (12) Lotta Schelin 0–2 (14) Sara Larsson 0–3 (24) Lotta Schelin 0–4 (32) Lotta Schelin 1–4 (59) Ingvild Stensland 1–5 (64) Lotta Schelin |
| 4 mars       | Lagos        | Kina         | Sverige   | 0 – 0                | Algarve Cup 2009   | |
| 6 mars       | Lagos        | Sverige      | Finland   | 1 – 0                | Algarve Cup 2009   | 1–0 (75) Nilla Fischer |
| 9 mars       | Faro         | Sverige      | Tyskland  | 3 – 2                | Algarve Cup 2009   | 1–0 (28) Nilla Fischer 2–0 (36) Lotta Schelin 3–0 (38) Lotta Schelin 3–1 (77) Inka Grings 3–2 (81) Kim Kulig                                 |
| 11 mars      | Faro         | Sverige      | USA       | 1 – 1 5 – 4 ef. str. | F Algarve Cup 2009 | 1–0 (17) Lotta Schelin 1–1 (89) Shannon Boxx                                                                                                 |
| 25 april     | Gamla Ullevi | Sverige      | Brasilien | 3 – 1                | Träningsmatch      | 0–1 (14) Cristiane 1–1 (70) Sara Thunebro 2–1 (71) Victoria Sandell Svensson 3–1 (84) Lotta Schelin                                          |
| 19 juli      | Jönköping    | Sverige      | Kina      | 2 – 0                | Träningsmatch      | 1–0 (50) Therese Sjögran 2–0 (65) Jessica Landström                                                                                          |
| 22 juli      | Björneborg   | Finland      | Sverige   | 1 – 3                | Träningsmatch      | 0–1 (7) Therese Sjögran 0–2 (32) Jessica Landström 1–2 (47) Linda Sällström 1–3 (53) Charlotte Rohlin                                        |
| 19 augusti   | Enköping     | Sverige      | Norge     | 0 – 1                | Träningsmatch      | 0–1 (57) Isabell Herlovsen |
| 25 augusti   | Åbo          | Sverige      | Ryssland  | 3 – 0                | EM 2009            | 1–0 (5) Charlotte Rohlin 2–0 (15) Victoria Sandell Svensson 3–0 (82) Caroline Seger                                                          |
| 28 augusti   | Åbo          | Italien      | Sverige   | 0 – 2                | EM 2009            | 0–1 (9) Lotta Schelin 0–2 (19) Kosovare Asllani                                                                                              |
| 31 augusti   | Åbo          | Sverige      | England   | 1 – 1                | EM 2009            | 0–1 (28) Faye White 1–1 (40, str) Victoria Sandell Svensson                                                                                  |
| 4 september  | Helsingfors  | Sverige      | Norge     | 1 – 3                | KF EM 2009         | 0–1 (39) Självmål 0–2 (45) Anneli Giske 0–3 (60) Cecilie Pedersen 1–3 (80) Victoria Sandell Svensson                                         |
| 23 september | Gamla Ullevi | Sverige      | Belgien   | 2 – 1                | VM-kval            | 1–0 (30) Kosovare Asllani 2–0 (66) Jessica Landström 2–1 (68) Självmål                                                                       |
| 24 oktober   | Baku         | Azerbajdzjan | Sverige   | 0 – 3                | VM-kval            | 0–1 (39) Caroline Seger 0–2 (57) Jessica Landström 0–3 (88) Caroline Seger                                                                   |
| 28 oktober   | Leuven       | Belgien      | Sverige   | 1 – 4                | VM-kval            | 0–1 (23) Caroline Seger 0–2 (65) Caroline Seger 0–3 (67) Jessica Landström 1–3 (71) Femke Maes 1–4 (86) Sara Lindén                          |

## Sveriges målgörare 2009
| 9 mål - Lotta Schelin 5 mål - Jessica Landström - Caroline Seger 4 mål - Victoria Sandell Svensson 2 mål - Kosovare Asllani - Nilla Fischer - Charlotte Rohlin - Therese Sjögran 1 mål - Sara Larsson - Sara Lindén - Linda Sällström - Sara Thunebro |